# Bataille de Vinegar Hill
Rébellion irlandaise de 1798
Batailles
- Ballymore-Eustace
- Naas
- Prosperous
- Kilcullen
- Carlow
- Harrow
- Tara Hill
- Oulart Hill
- Enniscorthy
- Newtownmountkennedy
- Three Rocks
- Bunclody
- Tuberneering
- New Ross
- Antrim
- Arklow
- Saintfield
- Ballynahinch
- Duncairn
- Ovidstown
- Foulksmills
- Vinegar Hill
- Ballyellis

- 1er Killala
- Ballina
- Castlebar
- Collooney
- Ballinamuck
- 2e Killala
- Île de Toraigh

La bataille de Vinegar Hill (en irlandais : Cath Chnoc Fhíodh na gCaor) est un affrontement qui se déroula le 21 juin 1798 dans le contexte de la rébellion irlandaise, et qui opposa les insurgés irlandais aux forces britanniques. Elle vit la victoire des troupes britanniques face aux rebelles irlandais.

## Prélude

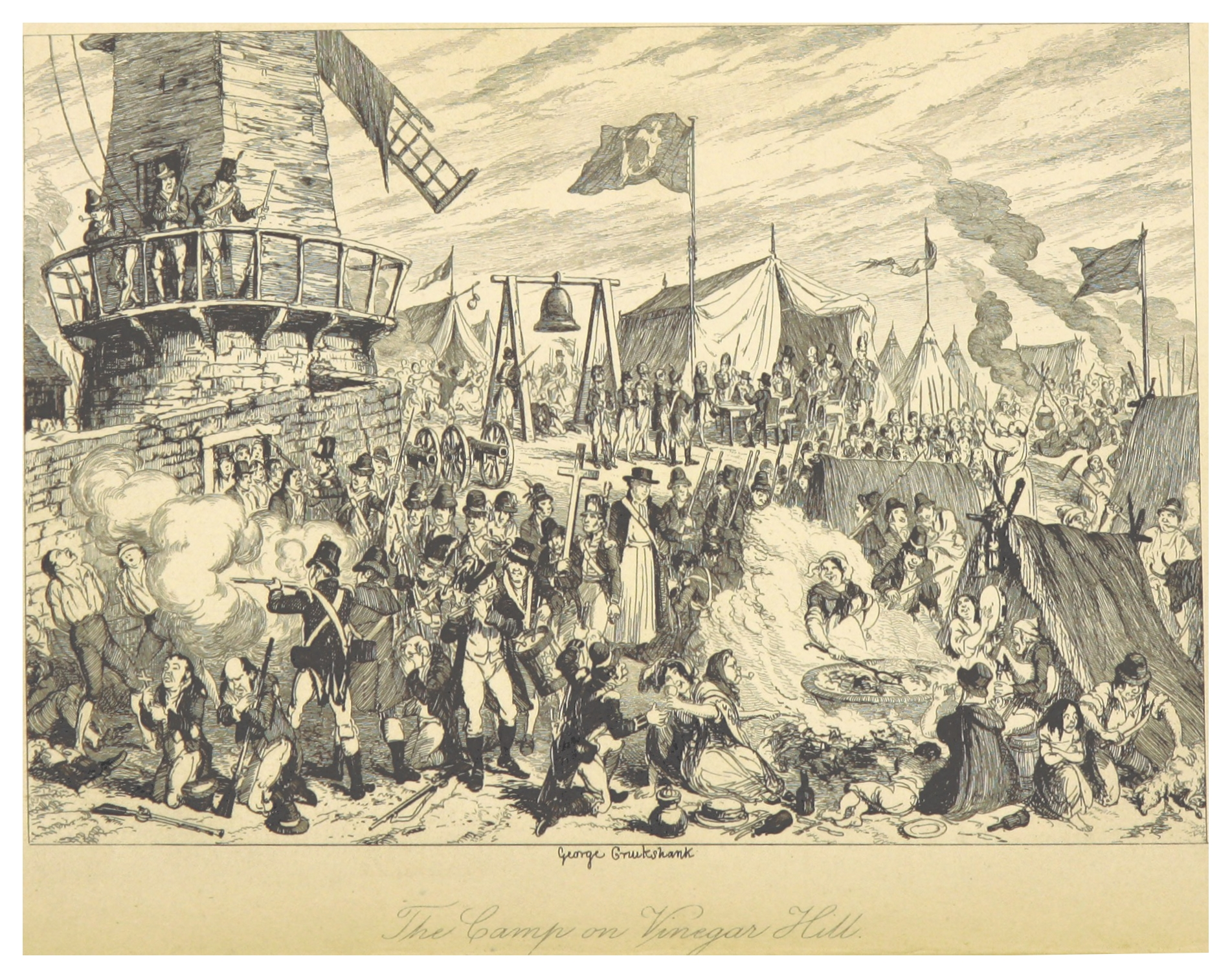
Le camp de Vinegar Hill, par George Cruikshank, 1845.

Le 18 juin, entre 13 000 et 18 000 soldats britanniques entourent le comté de Wexford, se tenant prêt à réprimer l'insurrection. La ville d'Enniscorthy était le quartier général des Irlandais unis au sein du comté. Les représentants des insurgés appelèrent à se rassembler au lieu-dit de Vinegar Hill, en périphérie d'Enniscorthy. L'appel parvint à rassembler 16 000 à 20 000 habitants, parmi lesquels des femmes et des enfants. La majorité des rebelles irlandais étant dépourvus d'armes à feu, ils s'armèrent de piques.
Gerard Lake, chef des troupes britanniques, prévoyait l'encerclement des insurgés sur la colline en bloquant le pont traversant la Slaney, seule issue possibles pour les Irlandais.
Le général britannique partagea ses hommes en quatre colonnes : trois colonnes, menées par les généraux Dundas, Duff et Needham, devaient charger les insurgés sur la colline tandis que la quatrième colonne du général Johnson devait prendre d'assaut Enniscorthy et son pont.

## Déroulement
La bataille débuta peu avant l'aube avec un bombardement d'artillerie des positions irlandaises sur la colline. Les unités avancées se déplacèrent rapidement contre les avant-postes des rebelles sous couverture du bombardement et avancèrent à mesure que les positions étaient sécurisées. La mise en étau des rebelles provoqua des centaines de morts et de blessés.
Pendant ce temps, les troupes de Johnson entrèrent dans la ville, faisant face à une puissante résistance. Les bâtiments furent consolidés, empêchant les Britanniques de prendre possession de la ville avec aisance. Il fallut attendre l'arrivée de renforts, appuyés par la cavalerie, pour mener une seconde charge. Les rebelles irlandais furent progressivement chassés de la ville, mais parvinrent à tenir le pont de Slaney et à empêcher les Britanniques de traverser.
Lorsque les troupes britanniques parvinrent au sommet oriental de la colline, les rebelles se retirèrent lentement par un trou dans les lignes britanniques plus tard désigné sous le nom de « trou de Needham », ainsi appelé à cause de l'arrivée tardive des troupes du général Needham, empêchant de finaliser le plan de Lake. Bien qu'une majorité de rebelles ait ainsi échappé aux Britanniques, nombre d'entre eux furent décimés dans cette débâcle.
En plus des pertes conventionnelles, il y eut aussi des cas de viol de femmes dans le camp rebelle et, à Enniscorthy, des rebelles moururent dans les flammes de bâtiments. Ces atrocités peuvent avoir été perpétrées par vengeance de l'exécution par les rebelles de prisonniers loyalistes (principalement protestants) dans les semaines précédentes. Les rebelles irlandais abandonnèrent une grande partie des approvisionnements qu'ils avaient amassé, et 13 canons furent pris par les Britanniques.

## Pertes
Les pertes des insurgés sont de 400 morts selon Juliet Gardiner (en) et Neil Wenborn. Kevin Whelan les estime quant à lui entre 500 et 1 000. Les pertes loyalistes sont de 20 morts, 69 blessés et 6 disparus.

## Conséquences
La majeure partie des forces rebelles gagnèrent le camp des Trois Rocs au-dehors de la ville de Wexford et, à la suite de la décision d'abandonner la ville, se divisa en deux colonnes séparées dans une nouvelle campagne pour répandre la rébellion au-delà de Wexford. L'une se dirigea immédiatement vers l'ouest, l'autre vers le nord, vers les montagnes de Wicklow, pour s'associer aux forces du général Joseph Holt (en).
Cette défaite est moins le coup dur qui fut par la suite décrit qu'une résistance mobile et continue, semblable aux guérillas du XXe siècle.
Murphy fut ensuite capturé à Wexford et pendu. 